# Бобровка (приток Амни)
Бобровка — река в Ханты-Мансийском АО России. Устье реки находится в 17 км по левому берегу реки Амня. Длина реки составляет 139 км. Площадь водосборного бассейна — 1010 км².
Высота устья — 21,9 м над уровнем моря.

## Притоки
(км от устья)
- 22 км: Ханжисоим (пр)
- 37 км: Нярпайсоим (пр)
- 54 км: Вожъюган (пр)
- Сумытсоим (пр)
- 95 км: Нёрсынгъюган (лв)
- Пальвурсоим (лв)
- Ун-Кальсоим (лв)
- Маданёлсоим (пр)
- Тынзянгсоим (пр)
- Харсоим (лв)

## Данные водного реестра
По данным государственного водного реестра России относится к Нижнеобскому бассейновому округу, водохозяйственный участок реки — Обь от впадения Иртыша до впадения реки Северная Сосьва, речной подбассейн реки — бассейны притока Оби от Иртыша до впадения Северной Сосьвы. Речной бассейн реки — (Нижняя) Обь от впадения Иртыша.
Код объекта в государственном водном реестре — 15020100112115300021637.